# 8420 Angrogna
8420 Angrogna este un asteroid din centura principală de asteroizi.

## Descriere
8420 Angrogna este un asteroid din centura principală de asteroizi. A fost descoperit pe 17 noiembrie 1996 la Prescott de Paul G. Comba. Asteroidul prezintă o orbită caracterizată de o semiaxă mare de 2,60 ua, o excentricitate de 0,13 și o înclinație de 11,9° în raport cu ecliptica.